# Mala Crkvina
Mala Crkvina – wieś w Chorwacji, w żupanii karlowackiej, w gminie Krnjak. W 2011 roku liczyła 42 mieszkańców.